# James McClean
James Joseph McClean, född 22 april 1989 i Derry, Nordirland, är en irländsk fotbollsspelare som spelar för Wrexham och Irlands landslag.

## Karriär
Den 22 juli 2018 värvades McClean av Stoke City, där han skrev på ett fyraårskontrakt. Den 17 augusti 2021 återvände McClean till Wigan Athletic, där han skrev på ett ettårskontrakt. I maj 2022 förlängde McClean sitt kontrakt med ett år. Den 4 augusti 2023 värvades McClean av Wrexham, där han skrev på ett ettårskontrakt.